# Vergeet-mij-nietgraafwants
De vergeet-mij-nietgraafwants (Sehirus luctuosus) is een wants uit de familie graafwantsen (Cydnidae). De soort werd voor het eerst wetenschappelijk beschreven door Étienne Mulsant en Claudius Rey in 1866.

## Uiterlijke kenmerken
De vergeet-mij-nietgraafwants bereikt een lichaamslengte van 6,2 tot 8,3 millimeter. Ze zijn volledig zwart van kleur en hebben soms een bronzen gloed. Het tweede segment van de antenne is aanmerkelijk lichter dan de andere.

## Verspreiding en habitat
De soort is wijdverspreid van Europa tot en met Centraal-Azië.

## Leefwijze
De dieren leven in ruwbladigenfamilie (Boraginaceae), zoals vergeet-mij-nietjes (Myosotis) of Ossentong (Anchusa).
Paring vindt plaats in eind april en mei. Gedurende deze tijd zijn de volwassen wantsen op veel soorten planten te vinden. De vrouwtjes bewaken hun eitjes. De nimfen zijn te vinden op de grond onder de voedselplanten (zelden op de planten), terwijl ze zuigen aan de rijpe zaden. De nimfen komen vooral in juni en juli, de volwassen wantsen van de nieuwe generatie verschijnen eind juli of augustus. Deze wantsen overwinteren.